# Kipshoven
Kipshoven ist ein Ortsteil der Mittelstadt Wegberg im Kreis Heinsberg im deutschen Bundesland Nordrhein-Westfalen.

## Geografie

### Lage
Kipshoven liegt östlich von Wegberg. Östlich der Ortslage verläuft die B 57, südlich die Landesstraße 127.
Der Mühlenbach mit einer Länge von 13.475 Meter fließt von Herrath und Buchholz kommend nordöstlich an der Ortschaft Kipshoven entlang und mündet bei der Molzmühle in die Schwalm. In seinem Verlauf versorgt der Wasserlauf die Vollmühle (heute ohne Mühlrad aber noch mit vorhandenem Mühlenweiher), die Holtmühle, die Buschmühle, die Schrofmühle und (nach der Schwalmregulierung) auch die Molzmühle mit Wasser.

### Nachbarorte
| Ellinghoven | Gripekoven                                  | Schriefersmühle (Mönchengladbach) |
| Moorshoven  | Kompassrose, die auf Nachbargemeinden zeigt | Genholland                        |
| Schönhausen | Rath-Anhoven                                | Mehlbusch                         |

## Geschichte
Der Ortsname Kipshoven ist vermutlich zurückzuführen auf die Frankennamen Kippo bzw. Kippiko, die um 800 gebräuchlich waren. Im Ort steht eine gotische Heiligkreuzkapelle, deren Erbauung -laut Inschrift- auf das Jahr 1492 zurückgeht und wahrscheinlich in einem direkten Zusammenhang mit der ehemaligen Burg Kipshoven zu sehen ist. Mit dem Ort und der Burg sind die beiden Adelsgeschlechter von Beeck und von Agris verbunden; der letzte Familienname gab auch der Straße im Ort ihre Bezeichnung.

## Infrastruktur
In Kipshoven existieren ein Hotel mit Seminar- und Tagungsräumen, drei landw. Betriebe teilw. mit Pferdehaltung, zwei Garten- und Landschaftsbaubetriebe, ein Bauunternehmer, ein Ingenieur-Büro, ein Blumengroßhandel, eine Sanitär- und Heizungsbaufirma, ein Malerbetrieb, eine Bau-Schreinerei, ein Zahntechnik-Betrieb, Kosmetikstudio, sowie einige Kleingewerbebetriebe. Ein Kinderspielplatz befindet sich in der Ortsmitte.
Die AVV-Buslinien 411 und 412 der WestVerkehr sowie die Linie 017 der NEW verbinden Kipshoven mit Wegberg, Erkelenz und Mönchengladbach. Abends und am Wochenende kann außerdem der MultiBus angefordert werden.
| Linie | Betreiber | Verlauf |
| ----- | --------- | --- |
| 411   | west      | morgens: Kehrbusch → Isengraben → Flassenberg → Rath-Anhoven Schule → Schönhausen → Felderhof → Bissen bei Beeck → Moorshoven → Holtum → Uevekoven → Wegberg → Beeck Grundschule morgens: Bissen → Busch → Holtmühle → Kipshoven → Gripekoven – Ellinghoven → Beeck Grundschule → Wegberg mittags/nachmittags: Wegberg → Beeck Grundschule → Holtum → Uevekoven → (Bissen →) Busch → Holtmühle → Kipshoven → Gripekoven → Ellinghoven → Moorshoven → Bissen bei Beeck → Felderhof → Schönhausen → Rath-Anhoven Schule → Isengraben → Flassenberg → Kehrbusch |
| 412   | west      | Erkelenz Bf – Erkelenz Gymnasium / Erkelenz Burg – Borschemich (neu) – Kuckum (neu) – Keyenberg (neu) – Rath-Anhoven – Mehlbusch – Kipshoven – Moorshoven – Beeck – Beeckerheide – Gerichhausen – Wegberg Bf – Wegberg Busbf |
| 017   | NEW       | Lürrip – Mönchengladbach Hbf – Geroplatz – Holt – Nordpark – Dorthausen – Rheindahlen (– Kipshoven – Moorshoven – Beeck – Beeckerheide – Gerichhausen – Wegberg Busbf) (AVV-Tarif gilt nur im Kreis Heinsberg) |

## Sehenswürdigkeiten

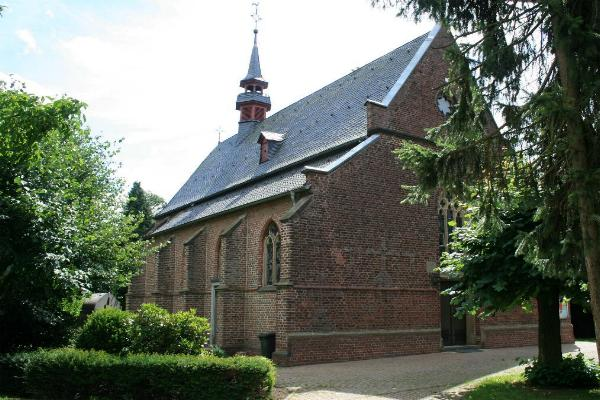
Die Heiligkreuzkapelle in Kipshoven

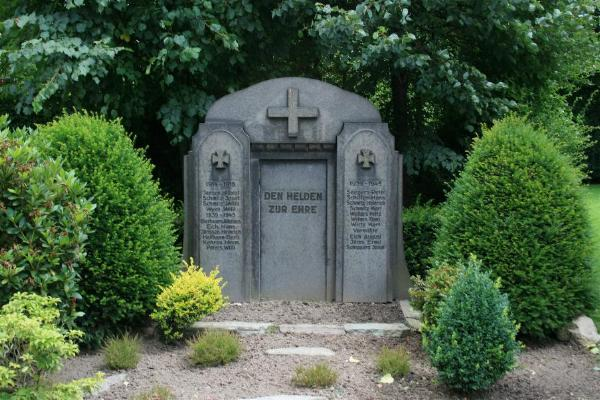
Kriegerehrenmal an der Kapelle

- Heiligkreuzkapelle als gotische Backsteinhalle aus dem Jahre 1492. Bei Renovierungsarbeiten im Jahre 1968 wurde eine mittelalterliche Innenbemalung bestehend aus spätgotisches Rankenwerk mit figürlichen Motiven aus dem Jahre 1522 freigelegt und restauriert. Die Kapelle ist auch als Denkmal Nr. 55 geführt
- Wegekreuz, an der Straße nach Fa. Heyer, Denkmal Nr. 56
- Fachwerkhaus, Kreuzstraße 12, als Denkmal Nr. 57
- Fachwerkhaus, Kreuzstraße 25, als Denkmal Nr. 58
- Kriegerehrenmal an der Kapelle

## Vereine
- Vereinte Freunde Kipshoven e. V.
- Freiwillige Feuerwehr Wegberg, Löschgruppe Moorshoven, zuständig auch für die Ortschaft Kipshoven.
- TTC Blau-Weiß Kipshoven e. V.